# Antherina
Antherina é um gênero de mariposa pertencente à família Bombycidae.